# Feldhockey-Europameisterschaft der Damen 2015
Die Feldhockey-Europameisterschaft der Damen 2015 war die 12. Auflage der Feldhockey-Europameisterschaft der Damen. Sie fand vom 22. bis 30. August 2015 in London gemeinsam mit der Europameisterschaft der Herren statt. Europameister wurde die Mannschaft aus England, welche die Niederlande im Finale bezwang; den dritten Platz belegten die Deutschen vor Spanien.

## Teilnehmer
- Niederlande (Titelverteidiger)
- Belgien
- Deutschland
- England (Gastgeber)
- Schottland
- Spanien
- Italien (Aufsteiger)
- Polen (Aufsteiger)

## Spielplan

### Vorrunde

#### Gruppe A
| Datum – Uhrzeit    | Team 1      | Team 2      | Ergebnis   |
| ------------------ | ----------- | ----------- | ---------- |
| 22. August – 9:45  | Belgien     | Spanien     | 00:0       |
| 22. August – 12:00 | Niederlande | Polen       | 09:0 (5:0) |
| 23. August – 9:45  | Polen       | Belgien     | 01:4 (0:3) |
| 23. August – 12:00 | Spanien     | Niederlande | 01:8 (0:4) |
| 26. August – 10:00 | Spanien     | Polen       | 10:0 (4:0) |
| 26. August – 16:45 | Niederlande | Belgien     | 05:0 (2:0) |

Tabelle
| Rang | Land        | Spiele | Tore  | Differenz | Punkte |
| ---- | ----------- | ------ | ----- | --------- | ------ |
| 1    | Niederlande | 3      | 22:01 | +21       | 9      |
| 2    | Spanien     | 3      | 11:08 | +03       | 4      |
| 3    | Belgien     | 3      | 04:06 | −02       | 4      |
| 4    | Polen       | 3      | 01:23 | −22       | 0      |

#### Gruppe B
| Datum – Uhrzeit    | Team 1      | Team 2      | Ergebnis  |
| ------------------ | ----------- | ----------- | --------- |
| 22. August – 17:15 | England     | Schottland  | 2:1 (2:1) |
| 22. August – 19:30 | Deutschland | Italien     | 4:0 (2:0) |
| 24. August – 16:15 | Schottland  | Deutschland | 1:2 (0:1) |
| 24. August – 18:30 | Italien     | England     | 0:2 (0:0) |
| 26. August – 12:15 | Schottland  | Italien     | 3:1 (0:0) |
| 26. August – 18:30 | England     | Deutschland | 4:1 (2:0) |

Tabelle
| Rang | Land        | Spiele | Tore | Differenz | Punkte |
| ---- | ----------- | ------ | ---- | --------- | ------ |
| 1    | England     | 3      | 8:2  | +6        | 9      |
| 2    | Deutschland | 3      | 7:5  | +2        | 6      |
| 3    | Schottland  | 3      | 5:5  | ±0        | 3      |
| 4    | Italien     | 3      | 1:9  | −8        | 0      |

### Platzierungsspiele

#### Abstiegsspiele
Die Dritten und Vierten beider Gruppen bildeten eine Abstiegsgruppe. Die Spiele des Dritten gegen den Vierten wurden aus der Vorrundengruppe übernommen. Die beiden Letzten stiegen in die Nations-Trophy ab.
| Datum – Uhrzeit    | Team 1     | Team 2     | Ergebnis  |
| ------------------ | ---------- | ---------- | --------- |
| 26. August – 16:15 | Schottland | Italien    | 3:1 (0:0) |
| 28. August – 9:45  | Polen      | Belgien    | 1:4 (0:3) |
| 28. August – 10:00 | Polen      | Italien    | 1:1 (1:0) |
| 28. August – 16:15 | Belgien    | Schottland | 1:0 (1:0) |
| 30. August – 08:00 | Belgien    | Italien    | 4:3 (1:2) |
| 30. August – 10:15 | Schottland | Polen      | 2:0 (1:0) |

Tabelle
| Rang | Land       | Spiele | Tore | Differenz | Punkte |
| ---- | ---------- | ------ | ---- | --------- | ------ |
| 5    | Belgien    | 3      | 9:4  | +5        | 9      |
| 6    | Schottland | 3      | 5:2  | +3        | 6      |
| 7    | Italien    | 3      | 5:8  | −3        | 3      |
| 8    | Polen      | 3      | 2:7  | −5        | 0      |

### Finalspiele
|  | Halbfinale          | Halbfinale         |                    |   | Finale             | Finale             |
|  |                     |                    |                    |   |                    |                    |
|  | Niederlande         | 1                  |                    |   |                    |                    |
|  | Deutschland         | 0                  |                    |   |                    |                    |
|  | 28. August – 12:15  |                    |                    |   |                    |                    |
|  |                     |                    | 30. August – 15:00 |   |                    |                    |
|  | Niederlande         | 2 (1)              |                    |   |                    |                    |
|  |                     | England            | 12 (3) 1           |   |                    |                    |
|  |                     |                    |                    |   |                    |                    |
|  | Spiel um Platz drei |                    |                    |   |                    |                    |
|  | 28. August – 18:30  | 28. August – 18:30 | Deutschland        | 5 |                    |                    |
|  | England             | 2                  | Spanien            | 1 |                    |                    |
|  | Spanien             | 1                  |                    |   | 30. August – 12:30 | 30. August – 12:30 |